# Đại hội Xô viết Liên Xô
Đại hội Xô viết Liên Xô (tiếng Nga: Съезд Советов СССР) là cơ quan lãnh đạo cao nhất của Liên Xô kể từ khi Liên Xô được thành lập (30/12/1922) và đến khi Hiến pháp 1936 của Liên Xô được thực thi. Không giống như Đại hội Xô viết toàn Nga lãnh đạo Cộng hòa xã hội chủ nghĩa Xô viết Liên bang Nga.

## Bầu cử
Đại hội Xô viết Liên Xô gồm đại diện từ các hội đồng của tất cả các nước cộng hòa Xô viết trên cơ sở sau: từ Hội đồng thành phố - 1 đại biểu /25 nghìn cử tri, từ các đại hội tỉnh (vùng, khu) và Cộng hòa - 1 đại biểu /125 nghìn cử tri. Các đại biểu tham dự Đại hội toàn Liên bang đã được bầu tại các đại hội cộng hòa tự trị (vùng, khu) của Liên Xô, hoặc nếu nước cộng hòa không có đại hội tỉnh (vùng, khu)) thì sẽ bầu trực tiếp tại Đại hội Xô viết cộng hòa liên bang.

## Quyền hạn
Thẩm quyền duy nhất của Đại hội Xô Viết bao gồm:
- Sửa đổi Hiến pháp Liên Xô.
- Nhập các nước cộng hòa mới vào Liên Xô.
- Thiết lập các nguyên tắc của kế hoạch phát triển nền kinh tế Liên Xô và ngân sách nhà nước của Liên Xô, cũng như phê duyệt các nguyên tắc chung của pháp luật hiện hành.

Đại hội sẽ xác định phương hướng chung của tất cả các cơ quan công quyền, bầu ra một Ủy ban chấp hành trung ương của Liên Xô, chịu trách nhiệm trước Đại hội về những trách nhiệm được giao.
Chủ tịch duy nhất của Đoàn chủ tịch Đại hội là Mikhail Kalinin.

## Triệu tập
Cơ quan thường trực của Đại hội Xô viết Liên Xô là Ủy ban Chấp hành Trung ương Liên Xô được triệu tập mỗi năm một lần; Các Đại hội bất thường được Ủy ban Chấp hành Trung ương Liên Xô triệu tập quyết định, theo yêu cầu của Xô viết Liên bang, Xô viết Quốc gia, hoặc theo yêu cầu của hai nước cộng hòa.
Trong trường hợp khẩn cấp ngăn chặn sự triệu tập của Đại hội Xô viết Liên Xô đúng thời hạn, Ủy ban Chấp hành Trung ương Liên Xô được trao quyền trì hoãn việc triệu tập Đại hội.

## Tổ chức

### Ủy ban Chấp hành Trung ương Liên Xô
Ủy ban Chấp hành Trung ương Đại hội Xô Viết Liên Xô bao gồm Xô viết Liên bang và Xô viết Quốc gia.
Ủy ban Chấp hành Trung ương Liên Xô công bố các bộ luật, nghị định, nghị quyết và sắc lệnh, thống nhất công tác về pháp luật và quản lý của Liên Xô và xác định phạm vi hoạt động của Đoàn chủ tịch Ủy ban Chấp hành Trung ương Liên Xô và Hội đồng Dân ủy Liên Xô.

### Xô Viết Liên bang
Xô Viết Liên bang bầu từ Đại hội Xô viết Liên Xô đại diện của các nước cộng hòa Liên bang, tương ứng với dân số của mỗi quốc gia, với tổng số 371 thành viên.
Xô Viết Liên bang chọn Đoàn chủ tịch, bao gồm bảy thành viên, để chuẩn bị cho các phiên họp và hướng dẫn công tác của Xô viết.

### Xô viết Quốc gia
Xô viết Quốc gia được thành lập từ các đại diện của Liên bang và Cộng hòa xã hội chủ nghĩa Xô viết tự trị, 5 đại diện từ mỗi quốc gia liên bang và một từ các chủ thể tự trị Nga Xô. Thành phần của Xô viết Quốc gia được Đại hội Xô viết Liên Xô phê chuẩn.
Ngoài ra các nước cộng hòa tự trị Adjara và Abkhazia và khu tự trị Nam Ossetia được gửi một đại diện đến Đại hội Xô viết Liên Xô.
Xô Viết Quốc gia chọn Đoàn chủ tịch, bao gồm bảy thành viên, để chuẩn bị cho các phiên họp và hướng dẫn công tác của Xô viết.

### Đoàn Chủ tịch Ủy ban Chấp hành Trung ương Liên Xô
Đoàn chủ tịch Ủy ban Chấp hành Trung ương Liên Xô, là cơ quan lãnh đạo cao nhất giữa các phiên họp của Ủy ban Chấp hành Trung ương Liên Xô, là cơ quan lập pháp, hành pháp và hành chính cao nhất của Liên bang Cộng hòa Xã hội Chủ nghĩa Xô Viết.
Đoàn Chủ tịch Ủy ban Chấp hành Trung ương Liên Xô giám sát việc thi hành Hiến pháp Liên Xô và thi hành mọi quyết định của Đại hội Xô viết và Ủy ban Chấp hành Trung ương Liên Xô.

## Các kỳ đại hội
| Đại hội Xô Viết Liên Xô lần thứ | Ngày tổ chức    | Nhiệm kỳ       | Tóm lược | Ghi chú khác |
| ------------------------------- | --------------- | -------------- | --- | ------------ |
| I                               | 30/12/1922      | 12/1922-2/1924 | Ngày 30 tháng 12 năm 1922 đã phê chuẩn Tuyên bố và Hiệp ước về việc thành lập Liên Xô |              |
| II                              | 26/1-2/2/1924   | 2/1924-5/1925  | Vào ngày 26/1/1924, Đại hội đã chấp thuận yêu cầu của Xô viết đại biểu công nhân và binh sĩ Petrograd và đổi tên thành phố Petrograd thành Leningrad bằng Nghị quyết. Thành phố được đặt theo tên của V.I.Lenin, người đã tổ chức và lãnh đạo cuộc Cách mạng xã hội chủ nghĩa tháng Mười vĩ đại, người sáng lập ra nhà nước Xô Viết. Ngày 31/1/1924 Đại hội phê duyệt dự thảo Hiến pháp Liên bang đầu tiên. Dự thảo của hiến pháp này được xây dựng bởi ủy ban hiến pháp do Ủy ban chấp hành trung ương Liên Xô triệu tập, và sau đó đã được phê chuẩn tại Hội nghị Ban chấp hành Trung ương Đảng vào tháng 6/1923, ngày 6/7/1923 được công nhận là "ngày lễ toàn lãnh thổ Liên Xô" là ngày hiến pháp có hiệu lực, nhưng cũng quy định việc dự thảo phải được thông qua bởi Đại hội Xô viết Liên Xô khóa II. (Từ đây, nó được gọi là Hiến pháp Liên Xô năm 1924, mặc dù nó có hiệu lực vào năm 1923) |              |
| III                             | 13-20/5/1925    | 5/1925-4/1927  | Chấp thuận việc gia nhập Liên Xô của Turkmen Xô và Uzbekistan Xô, nhận báo cáo từ Chính phủ Liên Xô về tình hình công nghiệp, các biện pháp củng cố Hồng quân và các nước khác. Đại hội đã thông qua các biện pháp phát triển chính sách đối nội và đối ngoại, cải thiện Liên Xô, tiếp tục nâng cao công nghiệp và nông nghiệp, và phê chuẩn cải cách lực lượng vũ trang đang diễn ra |              |
| IV                              | 18-26/4/1927    | 4/1927-5/1929  | Nghe báo cáo của chính phủ về triển vọng của ngành công nghiệp, các nhiệm vụ chính của nông nghiệp liên quan đến công nghiệp hóa đất nước, Hồng quân và các nước khác. Đại hội đã thông qua một số quyết định quan trọng, bắt buộc chính phủ phải xây dựng kế hoạch 5 năm để phát triển nền kinh tế quốc gia |              |
| V                               | 20-28/5/1929    | 5/1929-3/1931  | Đại hội đã nghe và thảo luận về báo cáo về hoạt động của Hội đồng Dân ủy Liên Xô và phê chuẩn chính sách của chính phủ. Đại hội đã thông qua kế hoạch 5 năm đầu tiên để phát triển nền kinh tế quốc gia, vạch ra những cách để thúc đẩy nông nghiệp và xây dựng hợp tác ở nông thôn. Bầu Ủy ban chấp hành trung ương Liên Xô khóa mới |              |
| VI                              | 8-17/3/1931     | 3/1931-2/1935  | Nghe báo cáo của chính phủ về xây dựng trang trại nhà nước và tập thể, dự thảo Hiến pháp Liên Xô, v.v... Đại hội đã thông qua chính sách của chính phủ, đưa ra các biện pháp cho sự phát triển hơn nữa trong công nghiệp và nông nghiệp. Hình thành Tajik Xô và sự sáp nhập vào Liên Xô đã được thực hiện theo hiến pháp |              |
| VII                             | 28/1-6/2/1935   | 2/1935-12/1936 | Đại hội đã thông qua các chính sách đối nội và đối ngoại của chính phủ. Đại hội đã thông qua một nghị quyết về tăng cường và phát triển chăn nuôi. Liên quan đến sự thay đổi các lực lượng giai cấp và chiến thắng trong hệ thống xã hội chủ nghĩa, Đại hội nhận thấy sự cần thiết phải sửa đổi Hiến pháp Liên Xô theo hướng tiếp tục dân chủ hóa |              |
| VIII                            | 25/11-5/12/1936 | 12/1936-1/1938 | Đại hội Xô viết lần thứ VIII bất thường đã phê chuẩn Hiến pháp Liên Xô năm 1936, theo đó, Xô viết Tối cao Liên Xô là cơ quan quyền lực nhà nước cao nhất |              |